# La Jeune Femme à la jupe rouge
La Jeune Femme à la jupe rouge (ou Femme à la jupe rouge ou La Jupe rouge) est un tableau du peintre expressionniste allemand Adolf Erbslöh (1881–1947). 

## Description
Le tableau fait penser à une sculpture antique. Il représente une jeune femme partiellement dénudée qui attache ses cheveux derrière la tête. Une bretelle de son chemisier a glissé de sorte que le sein gauche est dénudé. La jeune femme porte une jupe longue rouge qui occupe toute la partie inférieure du tableau et que l'on voit jusqu'aux genoux. Le visage a des tons rouges de sorte que ce n'est pas seulement le sein qui attire le regard. À droite, on distingue l'ombre de la jeune femme. La pose est telle que le sein est dans la diagonale entre le bras gauche posé sur la tête et la jupe en bas à gauche du tableau.

## Analyse
En 1909 et 1910, Erbslöh a peint plusieurs personnages en grand format. La Jeune Femme à la jupe rouge est "un des plus importants tableaux de cette période de l'artiste".